# Proxima Centauri b
Proxima Centauri b (o più semplicemente Proxima b) è un pianeta extrasolare in orbita nella zona abitabile della nana rossa Proxima Centauri (componente C del sistema Alfa Centauri che si trova nella costellazione del Centauro).
Proxima Centauri, distante dalla Terra 4,224 anni luce, è la stella più vicina al Sistema Solare e questo rende Proxima b l'esopianeta conosciuto più vicino alla Terra e, a maggio 2020, quello con l'ottavo ESI (indice di similarità terrestre) più alto tra tutti gli esopianeti conosciuti (0,87).

## Scoperta
La scoperta è stata resa possibile da osservazioni della velocità radiale di α Centauri C attraverso lo spettrografo HARPS, montato sul telescopio da 3,6 m di diametro presso l'Osservatorio di La Silla dello European Southern Observatory (ESO), condotte dal 2013 al 2016 da un gruppo di astronomi afferenti alla Queen Mary, University of London a seguito di una campagna osservativa denominata Pale Red Dot.
L'annuncio della sua scoperta è stato dato il 24 agosto 2016 con un resoconto scientifico pubblicato online dalla rivista Nature, con Guillem Anglada-Escudé  quale primo firmatario.
Il pianeta è stato scoperto attraverso il metodo delle velocità radiali, rilevando le variazioni prodotte dall'effetto Doppler nello spettro di α Centauri C. Grazie alla precisione di HARPS sono state rilevate variazioni corrispondenti a velocità radiali di 5 km/h.

## Caratteristiche

### Formazione
Data la piccola massa della stella madre e i relativi modelli disponibili per stelle di questo tipo, non sembra plausibile l'ipotesi che un pianeta come Proxima Centauri b si sia formato nella sua attuale posizione, ed è più probabile che abbia avuto origine in un'altra zona del sistema e che solo successivamente sia migrato nella sua orbita attuale. In caso contrario dovrebbero essere rivisti gli attuali modelli sulla formazione planetaria.

### Orbita, massa, raggio e temperatura
Proxima Centauri b orbita a 0,05 au dalla sua stella, un ottavo circa della distanza che separa Mercurio dal Sole, all'interno della zona abitabile del sistema, compiendo un'orbita completa in 11,186 giorni (11 giorni, 4 ore, 27 minuti e 50,4 secondi). È probabile che sia in rotazione sincrona a causa della prossimità con la sua stella. Per la sua massa è stato stimato un limite inferiore di 1,17 masse terrestri. Per una stima più accurata sarebbe necessario conoscere il valore della sua inclinazione orbitale, per ora incognito. Il 90% delle possibili orientazioni comportano una massa del pianeta comunque inferiore a 3 masse terrestri.
Non è noto con precisione il raggio, in quanto non è stato osservato nessun transito del pianeta davanti alla propria stella madre, tuttavia esso dovrebbe essere compreso tra 0,94 e 1,4 volte il raggio terrestre. Se il pianeta fosse roccioso e con una densità simile a quella della Terra, la sua dimensione potrebbe essere il 10% maggiore di quella terrestre. Rimangono sconosciute composizione e condizioni atmosferiche, dal momento che non sono stati osservati suoi transiti. La sua massa suggerisce possa trattarsi di un pianeta terrestre, nel caso il suo raggio sia attorno ai valori terrestri, mentre nel caso della stima più elevata (1,4 R⊕) è probabile che esso sia completamente ricoperto da un unico oceano profondo 200 km. In quest'ultimo caso si tratterebbe dunque di un pianeta oceanico. Osservazioni condotte con TESS escludono che dalla Terra possano essere osservati transiti di Proxima b.
Proxima b riceve dalla sua stella all'incirca il 65% del flusso luminoso totale che la Terra riceve dal Sole, anche se la maggior parte del flusso elettromagnetico proveniente da una fredda nana rossa è nell'infrarosso, e nella banda della luce visibile il pianeta riceve solo il 2% della radiazione che la Terra riceve dal Sole, e la luminosità sul pianeta non sarebbe visualmente mai superiore a quella di un crepuscolo terrestre. Tuttavia riceve anche circa 400 volte il flusso di raggi X che la Terra riceve dal Sole. La sua temperatura di equilibrio planetaria è stata stimata essere 234 K (−39 °C), tuttavia a causa della forte escursione termica tra la faccia perennemente illuminata e quella in ombra è probabile che esista una zona intermedia in cui sia possibile la presenza di acqua allo stato liquido.

### Stella madre

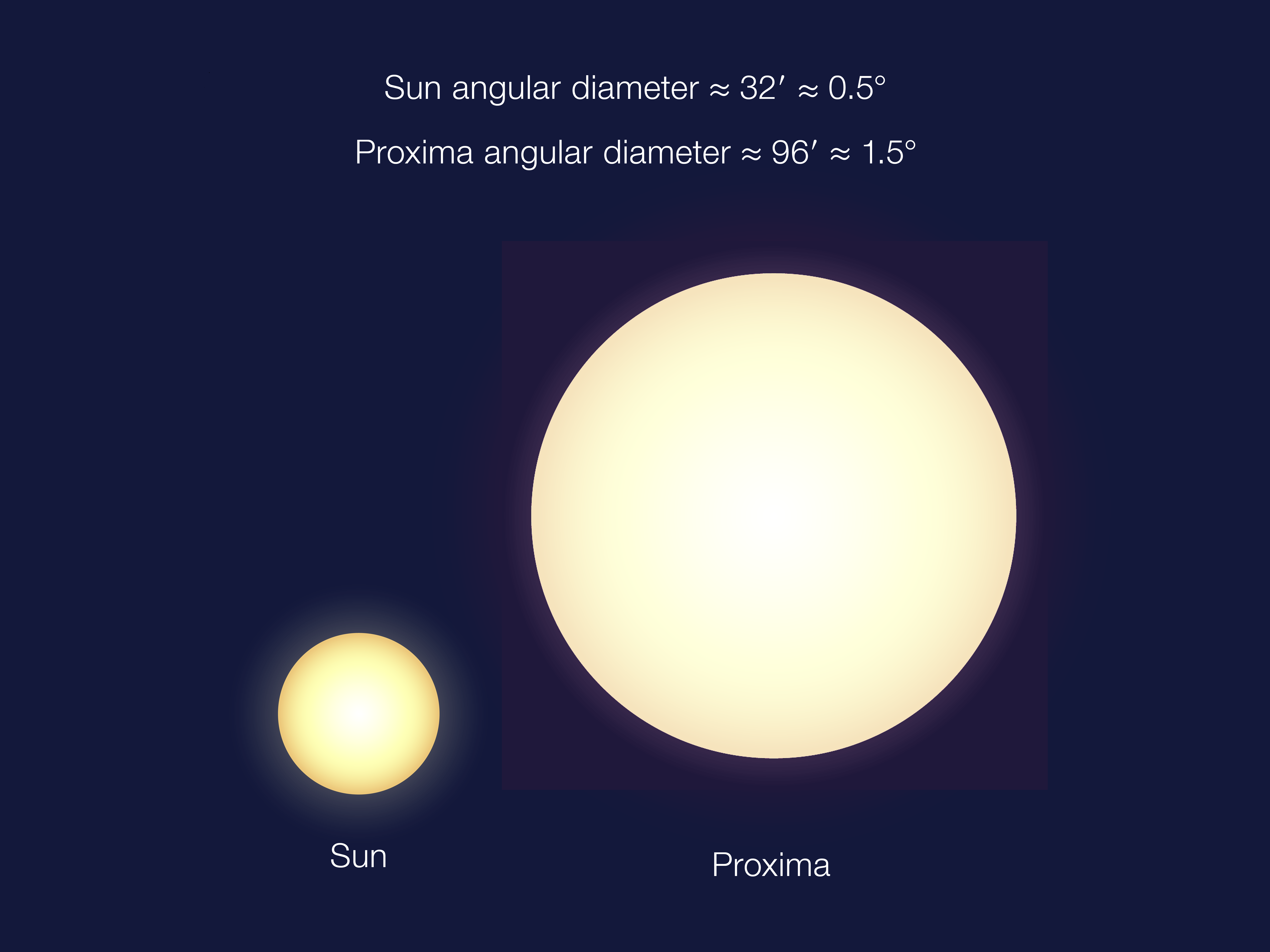
Diametro angolare di Proxima Centauri vista dal pianeta, in confronto al diametro angolare del Sole visto dalla Terra.

Il pianeta Proxima b orbita attorno alla nana rossa di classe spettrale M5.5Ve Proxima Centauri, la stella più vicina al Sole. La stella ha una massa di 0,12 masse solari, un raggio di 0,14 volte il raggio solare , una temperatura superficiale di 3042 K  ed un'età stimata di 4,85 miliardi di anni. Il Sole (una nana gialla di classe spettrale G2V) in confronto ha una temperatura superficiale di 5778 K ed un'età di 4.6 miliardi di anni. Proxima Centauri ha un periodo di rotazione di circa 83 giorni terrestri. La stella ha un'alta metallicità ([Fe/He]), caratteristica non comune tra le stelle di piccola massa, pari a 0,21 o 1,62 volte quella dell'atmosfera solare.
Proxima ha una luminosità pari a 0,0015 volte la luminosità solare ed una magnitudine apparente, cioè la luminosità apparente percepita dalla Terra, pari a 11,13 rendendola invisibile ad occhio nudo.
Proxima Centauri è inoltre una stella a brillamento, quindi va incontro a intensi e improvvisi aumenti di luminosità dovuti all'attività magnetica.
Vista dalla superficie di Proxima b, Proxima Centauri avrebbe un diametro apparente di circa 2,8 volte il diametro apparente del Sole visto dalla Terra.

## Abitabilità

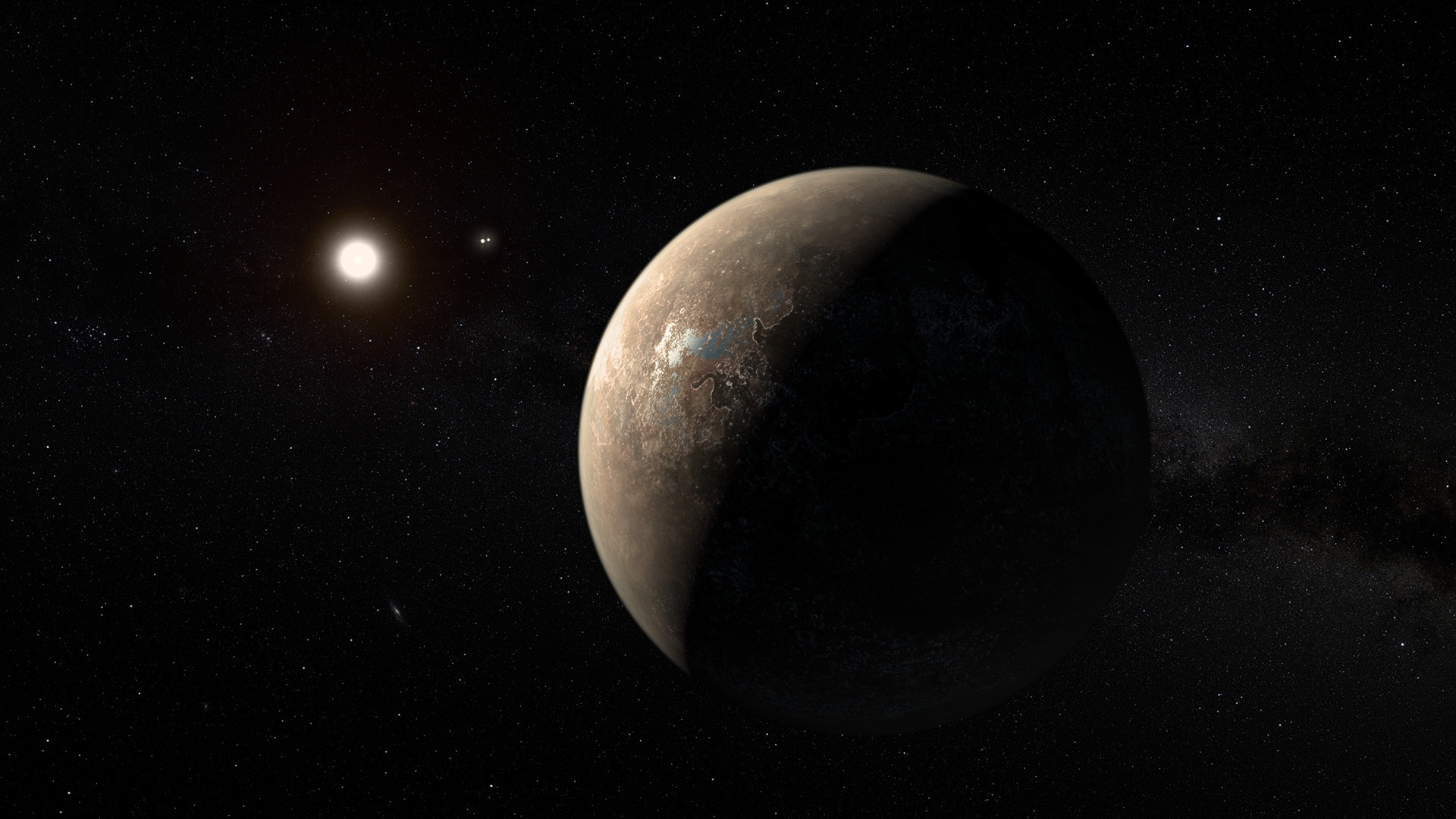
Rappresentazione artistica di Proxima Centauri b, qui mostrata come un'arida super Terra. Sullo sfondo, oltre a Proxima Centauri, sono visibili le componenti A e B del sistema di Alfa Centauri.

L'abitabilità planetaria di Proxima b non può essere stabilita; come per altre nane rosse esistono delle criticità comuni per i pianeti in orbita attorno a questo tipo di stelle. Proxima b orbita all'interno della zona abitabile di Proxima Centauri, quella regione di spazio dove è possibile che le condizioni climatiche permettano l'esistenza di acqua liquida sul pianeta, tuttavia, essendo una nana rossa molto più fredda del Sole, un pianeta che orbita attorno a Proxima per rientrare nella zona abitabile deve essere molto più vicino alla propria stella di quanto lo sarebbe se orbitasse attorno a una stella più calda, come il Sole, e potrebbe essere in rotazione sincrona, cioè avrebbe sempre la stessa faccia rivolta verso la stella: una metà del pianeta costantemente illuminata quindi caldissima, e l'altra metà costantemente oscurata quindi congelata. Al limite tra queste due aree estreme, cioè nella zona crepuscolare, le temperature potrebbero essere ideali per l'esistenza di acqua liquida sulla superficie. La presenza di un'atmosfera abbastanza spessa da garantire uno scambio termico tra le due zone renderebbe la porzione abitabile del pianeta più vasta.
L'ipotesi di rotazione sincrona dipende dall'eccentricità dell'orbita, non ancora nota con esattezza, ma si sa inferiore a 0,35 e quindi abbastanza elevata da garantire una risonanza orbitale 3:2, simile a quella di Mercurio con il Sole, che renderebbe possibile un'alternanza del giorno e della notte (a differenza della rotazione sincrona) e quindi un ambiente molto meno estremo e con temperature medie più simili a quelle terrestri.
Il fatto che Proxima Centauri sia una stella a brillamento potrebbe precludere l'abitabilità di Proxima b perché continui brillamenti potrebbero portare via porzioni di atmosfera dal pianeta e le intense radiazioni sarebbero fatali per la vita sul pianeta, se non fosse protetto da un forte campo magnetico planetario. La presenza di tale campo magnetico, che dipende da fattori come la velocità di rotazione del pianeta e il riscaldamento interno mareale, non è esclusa rendendo teoricamente possibile la vita. Osservazioni e simulazioni al computer del 2016 confermano che la stella ha un ciclo di circa 7 anni, come il Sole; l'instabilità delle nane rosse riguarda solitamente i primissimi miliardi di anni della loro vita, per questo motivo si pensava che Proxima, con un'età stimata di circa 5 miliardi di anni, potesse essere più stabile di altre più giovani nane rosse, i cui forti brillamenti sono in proporzione molto più violenti di quelli delle stelle di tipo solare.
Il primo studio deterministico per rilevare il clima su Proxima b è stato effettuato da ricercatori dell'Università di Exeter, utilizzando un programma modificato di meteorologia, il Met Office Unified Model, utilizzato per le previsioni climatiche terrestri.
Uno studio effettuato a luglio 2017 con ulteriori modelli deterministici ha evidenziato che se un pianeta come la Terra orbitasse alla stessa posizione di Centauri-b intorno al proprio astro, l'intensa radiazione stellare ionizzerebbe rapidamente il gas atmosferico disperdendone rapidamente gli elementi nello spazio. Uno studio successivo basato sull'analisi di un super-brillamento osservato nel 2016 su Proxima b congiuntamente ad altri brillamenti inferiori avvenuti e rilevati dall'osservatorio di Cerro Tololo, ha evidenziato che la luce UV generata da tali brillamenti avrebbe raggiunto la superficie del pianeta con un'intensità cento volte maggiore di quella necessaria ad uccidere eventuali microorganismi UV resistenti e riducendo del 90% in cinque anni eventuali concentrazioni di ozono presenti e necessarie a bloccarne i raggi su un'atmosfera simile a quella terrestre. E ancora nel 2019, è stato registrato un flare ancor più potente, 100 volte più di un brillamento solare e che ha aumentato la luminosità della stella di 14.000 volte per un periodo di 7 secondi. Da quando è stato scoperto il pianeta molti telescopi sono stati puntati su di essa e diversi sono stati i brillamenti osservati, più o meno violenti, ed eventi come questi sono letali per la vita così come noi la conosciamo. Vista la turbolenza della stella madre Proxima Centauri b non pare il miglior candidato ove cercare forme di vita extraterrestre.
Infine, in un ulteriore studio della NASA pubblicato alla fine del 2023, sono stati presi in considerazione alcuni pianeti che hanno all’incirca le dimensioni della Terra ma meno densi. Nonostante la composizione chimica di questi pianeti sia ancora sconosciuta, basandosi sulla stima della loro densità, si ipotizza che potrebbero avere oceani di acqua al di sotto di calotte di ghiaccio superficiali invece di roccia, che risulterebbe più densa. In questo caso, lo spessore stimato dello strato di ghiaccio superficiale su Proxima Centauri b è stato calcolato essere di circa 58 metri.